# 訶梨跋摩一世
訶梨跋摩一世（「訶梨跋摩」占名：Harivarman。又名Çri Harivarman-Deva-Rajadhiraja；另有中文譯名訶黎跋摩一世），占婆第五王朝（當時稱「環王國」）第四位君主。訶梨跋摩一世在位期間，曾與中國唐朝的安南都護府轄境和吉蔑發動戰事。

## 生平及治國

### 即位
訶梨跋摩一世是占婆第五王朝第三位君主因陀羅跋摩一世的妹婿。據占婆碑誌「衙莊之浦那竭羅碑」的記載，因陀羅跋摩一世去世後，訶梨跋摩一世繼位成為「承運占婆補羅無上主君」。

### 對唐戰爭
訶梨跋摩一世是治國期間，曾對鄰近的中國唐朝、吉蔑（今柬埔寨）發動戰爭。在中國方面，據中國史籍《新唐書》的記載，803年，貞元十八年農曆十二月（約相當於802年底、803年初），「環王陷驩、愛二州」，亦即指環王國（即占婆）軍隊進攻唐朝安南都護府所轄的驩州（今越南乂安省、河靜省）、愛州（今越南清化省）等地。
到809年農曆八月，占婆軍隊再度進軍安南轄境，但被安南都護張舟擊敗，此次戰役裡占婆損害甚大，《新唐書》稱「張舟執其偽驩、愛州都統（指占婆所置官員），斬三萬級，虜王子五十九，獲戰象、舠、鎧。」（法國學者喬治·馬司培羅提出，此役的戰果可能是虛報，不然的話，唐軍所獲者似為驩愛二州之人民。）其後，到824年農曆十一月，占婆與黃洞蠻聯合，攻陷安南陸州，殺當地刺史葛維。
訶梨跋摩一世的對唐戰爭，雖然是互有勝負，不過他仍留下碑銘，以鼓吹自己的戰功：「伸其如太陽之長臂，以焚暗如黑夜之中國民族。」

### 對吉蔑戰爭
訶梨跋摩一世時，占婆軍曾打敗吉蔑軍隊。據占婆碑誌「衙莊浦那竭羅碑」記載，訶梨跋摩一世的隊主波羅（Par）輔助王子釋利毗建陀跋摩（Çri Vikrantavarman）鎮守賓童龍時，曾率軍數度擊敗吉蔑，「破其如密林之城，如象之民，如獅之王」。波羅又於813年及817年，將掠奪物品用於建立神祠。
據法國學者喬治·馬司培羅所說，波羅對吉蔑之戰，可能只是在邊境一帶的入侵，而且是有誇張之處，因當時為吉蔑重要君主闍耶跋摩二世在位時期，而在吉蔑史籍中卻沒有記載敗於占人之事。

### 去世
訶梨跋摩一世死後，由其子釋利毗建陀跋摩（Çri Vikrantavarman）繼位。